# Metallata canalis
Metallata canalis är en fjärilsart som beskrevs av Augustus Radcliffe Grote 1874. Metallata canalis ingår i släktet Metallata och familjen nattflyn. Inga underarter finns listade i Catalogue of Life.